# (3807) Pagels
(3807) Pagels (1981 SE1) – planetoida z pasa głównego asteroid okrążająca Słońce w ciągu 3,39 lat w średniej odległości 2,25 j.a. Odkryli ją Brian Skiff i Norman G. Thomas 26 września 1981 roku.